# WTA-toernooi van Hasselt
Het WTA-toernooi van Hasselt (officieel: Gaz de France Stars) was een tennistoernooi voor vrouwen dat van 2004 tot en met 2006 plaatsvond in de Belgische plaats Hasselt.
De WTA organiseerde het toernooi, dat in de categorie "Tier III" viel en werd gespeeld op hardcourt-binnenbanen.
Er werd door 30 of 32 deelneemsters per jaar gestreden om de titel in het enkelspel (de twee hoogst geplaatste speelsters in 2004 kregen een bye), en door 16 paren om de dubbelspeltitel. Aan het kwalificatietoernooi voor het enkelspel namen 32 speelsters deel, met vier plaatsen in het hoofdtoernooi te vergeven.
De Belgische Kim Clijsters wist bij twee van de drie edities de titel op haar naam te schrijven.

## Meervoudig winnaressen enkelspel
| speelster     | aantal titels | in de jaren |
| ------------- | ------------- | ----------- |
| Kim Clijsters | 2             | 2005, 2006  |

## Finales

### Enkelspel
| Datum      | Naam                | Cat.     | ($)     | Ondergrond        | Winnares          | Verliezend finaliste | Uitslag       |         |
| ---------- | ------------------- | -------- | ------- | ----------------- | ----------------- | -------------------- | ------------- | ------- |
| 2004-09-27 | Gaz de France Stars | Tier III | 170.000 | hardcourt, binnen | Jelena Dementjeva | Jelena Bovina        | 0-6, 6-0, 6-4 | details |
| 2005-10-24 | Gaz de France Stars | Tier III | 170.000 | hardcourt, binnen | Kim Clijsters     | Francesca Schiavone  | 6-2, 6-3      | details |
| 2006-10-30 | Gaz de France Stars | Tier III | 175.000 | hardcourt, binnen | Kim Clijsters     | Kaia Kanepi          | 6-3, 3-6, 6-4 | details |

### Dubbelspel
| Datum      | Naam                | Cat.     | ($)     | Ondergrond        | Winnaressen                      | Verliezend finalistes                | Uitslag  |         |
| ---------- | ------------------- | -------- | ------- | ----------------- | -------------------------------- | ------------------------------------ | -------- | ------- |
| 2004-09-27 | Gaz de France Stars | Tier III | 170.000 | hardcourt, binnen | Jennifer Russell Mara Santangelo | Nuria Llagostera Vives Marta Marrero | 6-3, 7-5 | details |
| 2005-10-24 | Gaz de France Stars | Tier III | 170.000 | hardcourt, binnen | Émilie Loit Katarina Srebotnik   | Michaëlla Krajicek Ágnes Szávay      | 6-3, 6-4 | details |
| 2006-10-30 | Gaz de France Stars | Tier III | 175.000 | hardcourt, binnen | Lisa Raymond Samantha Stosur     | Eléni Daniilídou Jasmin Wöhr         | 6-2, 6-3 | details |

2004 · 2005 · 2006
ITF-toernooien (mannen en vrouwen)

ATP-toernooien (mannen) – ATP-seizoen 2025

WTA-toernooien (vrouwen) – WTA-seizoen 2025

Voormalige toernooien mannen
Voormalige toernooien vrouwen
Voormalige amateurtoernooien